# La Côte d'amour
Pour plus de détails, voir Fiche technique et Distribution.
La Côte d'amour est un film français de Charlotte Dubreuil sorti en 1982.

## Fiche technique
- Titre : La Côte d'amour
- Réalisation : Charlotte Dubreuil
- Scénario : Charlotte Dubreuil
- Dialogues : Michel Contat, Ennio de Concini et Charlotte Dubreuil
- Photographie : Jean-François Robin
- Son : Alix Comte
- Décors : Ivan Maussion
- Montage : Jacques Comets
- Musique : Jean-Pierre Mas
- Production : Antenne 2 - Les Films Molière
- Distribution : Les Films Molière
- Pays :  France
- Genre : comédie
- Durée : 92 minutes
- Date de sortie :
  - France : 20 octobre 1982[1]

## Distribution
- Danièle Delorme : Helle Waver
- Patrick Depeyrrat : Jérôme
- Mario Adorf : Louis
- Geneviève Fontanel : Nicole
- Françoise Prévost : Jacqueline
- André Bossis : le beau-père de Louis
- Denise Chalem : Amélie
- Jean Dalric : Marc
- Mireille Delcroix : Nathalie
- Dominique Erlanger : la femme du pavillon de banlieue
- Jacques Grand-Jouan : Bertrand
- Gaétane Guillou : la vendeuse du magasin
- Daniel Jégou : Simon
- Henri Marteau : Alain
- Nerina Montagnani : la mère de Louis
- Jean-Pierre Moulin : Jean-Paul
- Sylvie Orcier : Zoé
- Marie-Paule Rival : Mme Fromont
- Bernard Roussel : le garçon de restaurant
- Romain Trembleau : Raphaël